# Julianus Hospitator

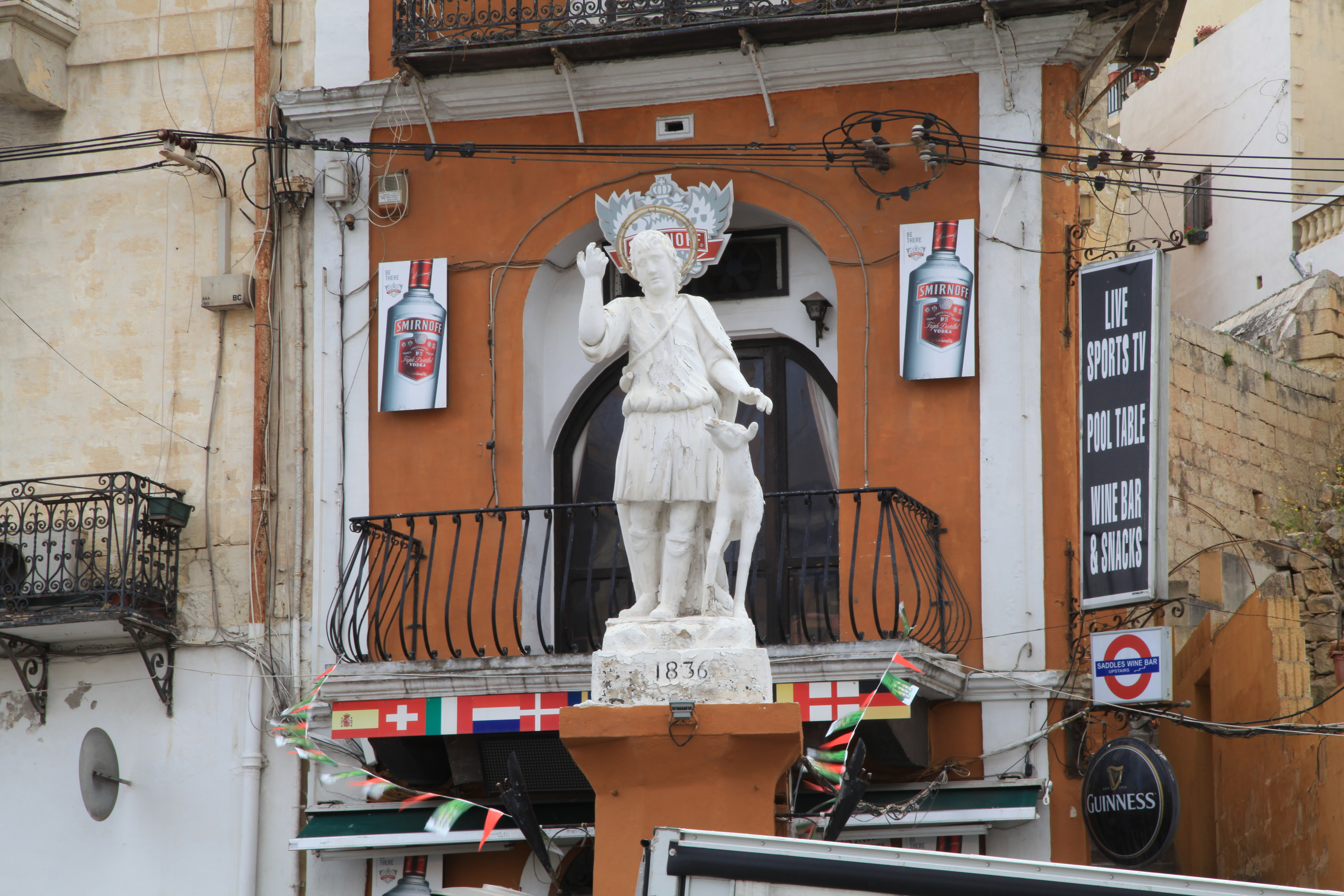
Standbeeld als jager in Saint Julian's in Malta

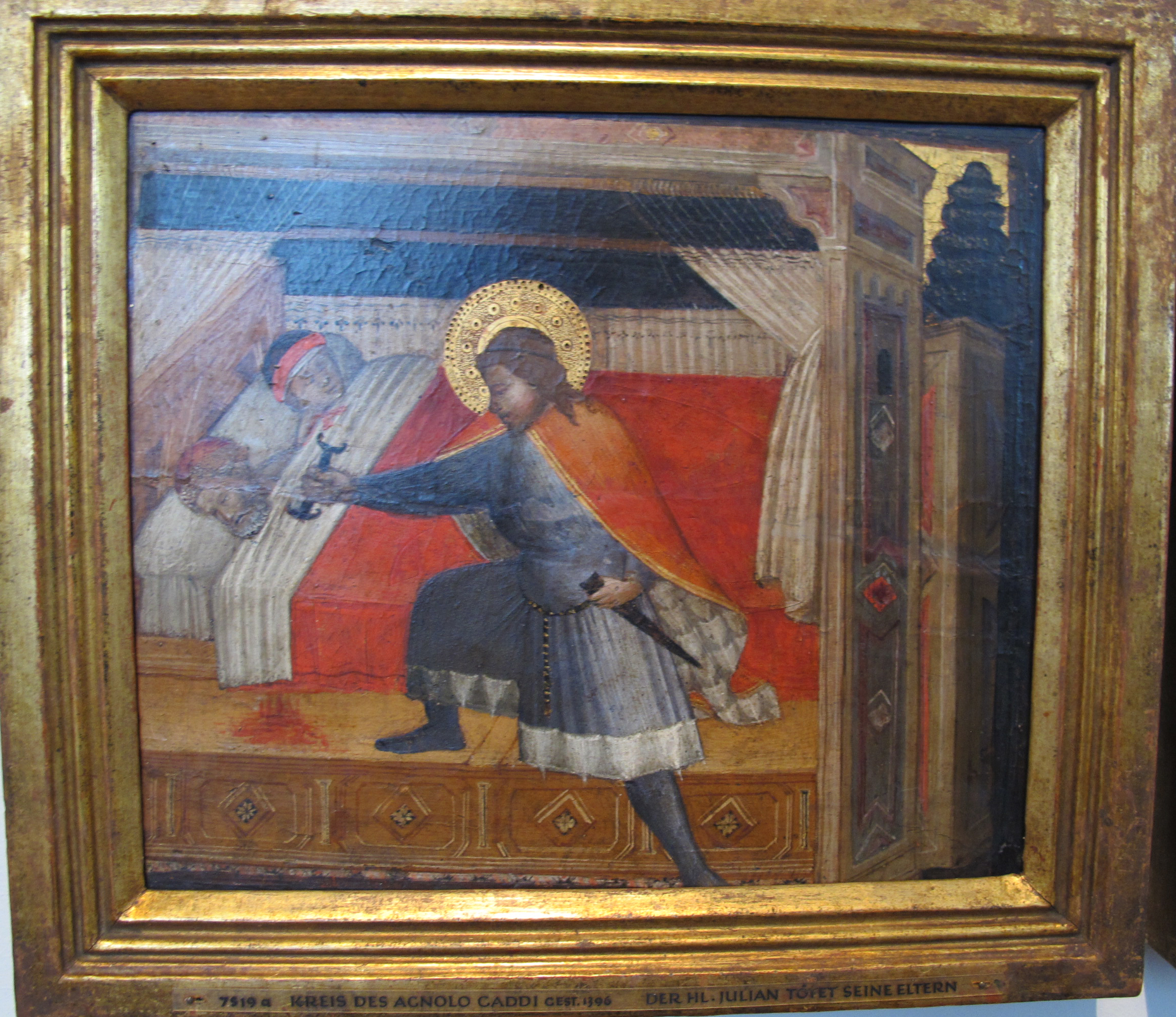
Hij vermoordt zijn ouders.

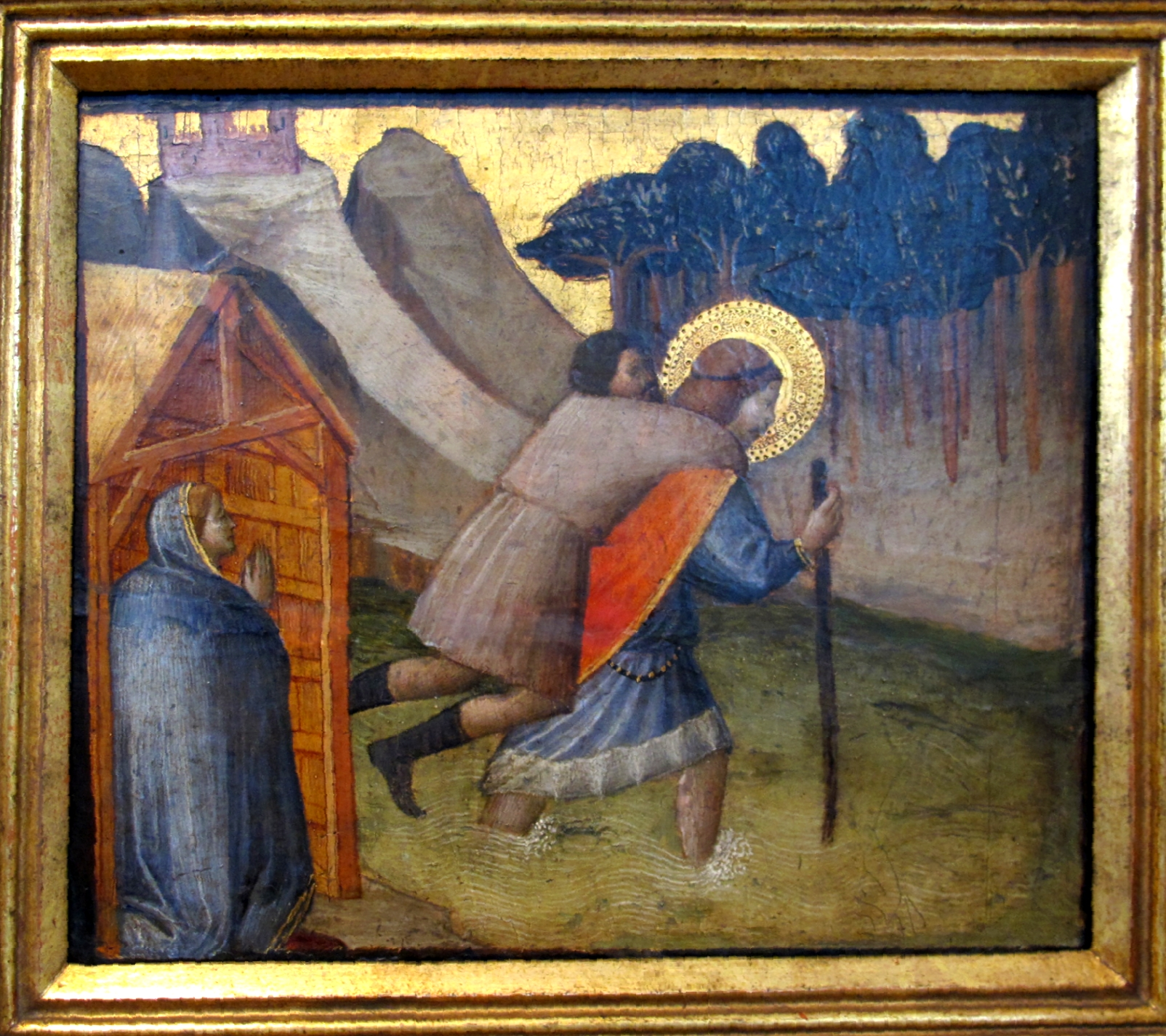
Hij helpt reizigers

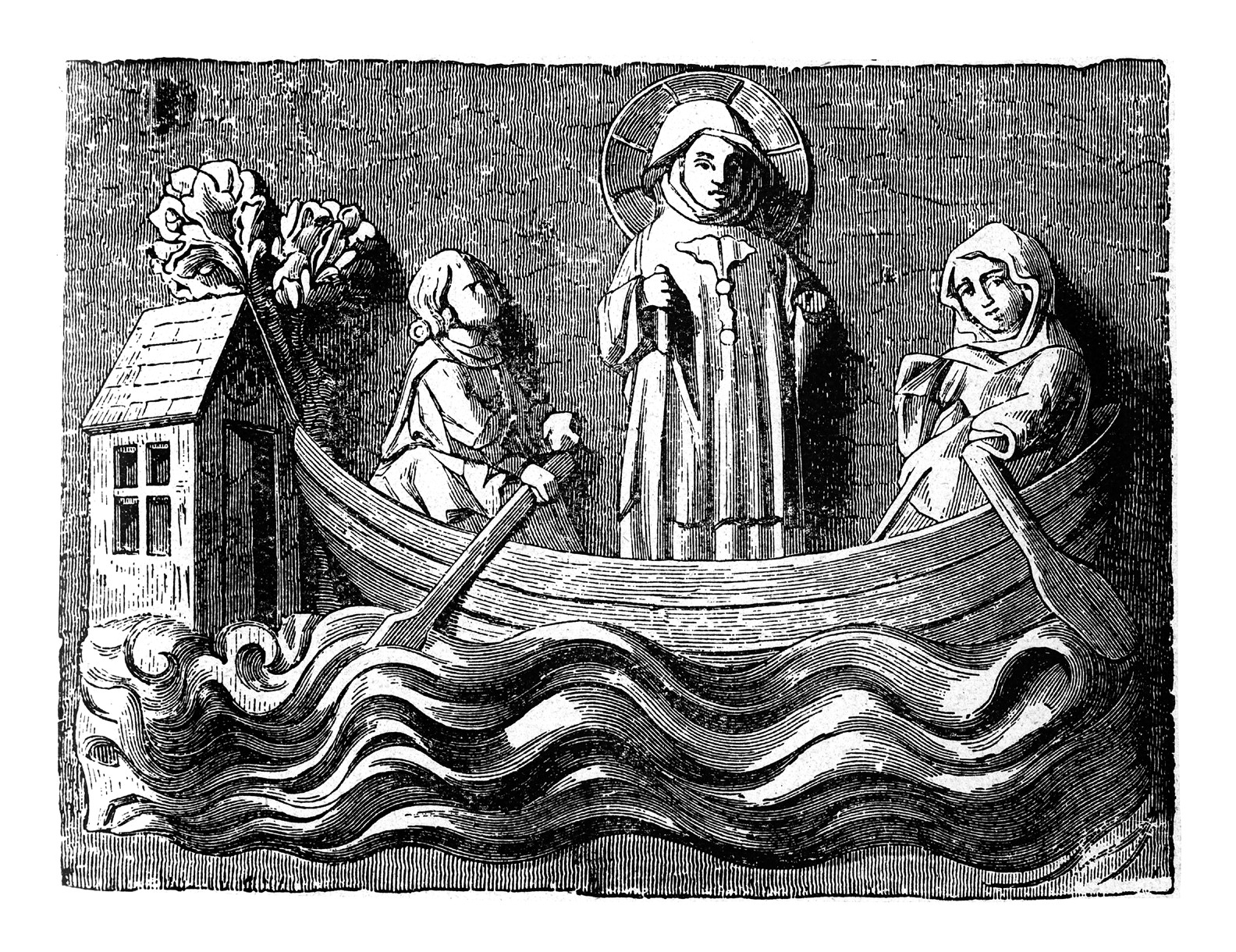
Julianus en zijn vrouw vervoeren Jezus met hun veerboot

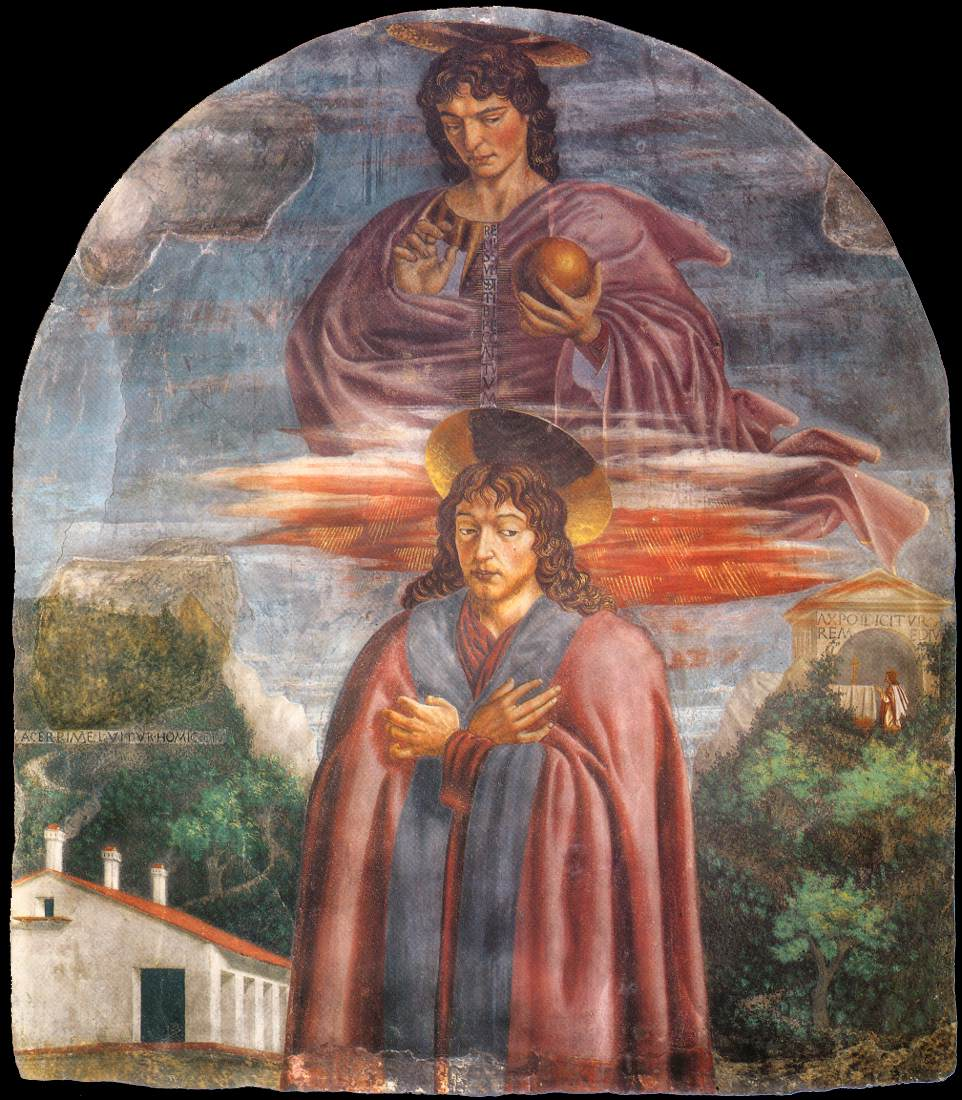
Julianus sterft; links het gastenhuis

Julianus Hospitator (naar verluidt Austrasië, in het latere graafschap Henegouwen, 7e eeuw), was een heilige, over wie Jacobus de Voragine schreef in zijn Legenda Aurea (13e eeuw). De legende kent meerdere varianten en is verspreid over West-Europa.

## Synoniemen
- Julianus de Herbergzame
- Julianus de Gastvrije
- Julianus de Offervaardige
- (Frans) Saint-Julien L’Hospitalier

## Legende
Jacobus de Voragine vatte in de 13e eeuw meerdere versies van de legende van Julianus samen tot één verhaal. Het is een heilige zonder nationaliteit, zonder sterfdatum, zonder graf. De oudere versies ontstonden al in de 9e tot 12e eeuw. Sinds de publicatie door de Voragine kende de legende een belangrijke verspreiding in West-Europa. De beeltenissen van Julianus Hospitator in de glasramen van de kathedraal van Chartres (vanaf 1220) en van Rouen (vanaf 1285) droegen bij tot zijn bekendheid. In Rouen was het de gilde van vishandelaars die de serie glasramen over Julianus Hospitator financierde. De legende van Julianus Hospitator werd soms vermengd met verhalen van 4 martelaars in Italië vereerd met de naam Julianus; Julianus Hospitator was geen martelaar. Ook werd de legende verward met deze van de heilige Julianus van Le Mans of de heilige Julianus van Brioude. 
Julianus Hospitator werd in de middeleeuwen en nadien aanroepen als de patroon van de reizigers, de pelgrims, de herbergklanten en de gokkers. Hij wordt afgebeeld als jager, soms te paard met een hert naast hem.
In de 19e eeuw geraakte Gustave Flaubert gefascineerd door Julianus Hospitator zoals hij uitgebeeld is in de kathedraal van Rouen, zijn geboortestad. De legende van Julianus Hospitator werd het tweede verhaal van de Trois Contes (1877) van Gustave Flaubert.

## Levensverhaal volgens Jacobus de Voragine
Julianus was een rijke jongeman. Hij hield van de jacht. Toen hij een mannetjeshert achtervolgde, draaide het hert zich om en sprak: je zal nog eerder je ouders doden dan dat je mij zal doden. Julianus schrok en liep weg thuis om de vloek te ontwijken. Hij huwde zonder zijn ouders op de hoogte te stellen. Op een ochtend bezochten de ouders de woning van Julianus en zijn echtgenote. Julianus was die ochtend op jacht. Zijn vrouw legde de vermoeide ouders in bed, toen ze begreep dat het haar schoonouders waren die op zoek waren naar Julianus. Zij trok naar de kerkdienst. Julianus keerde terug van de jacht. Hij vond in het echtelijk bed twee personen en meende dat zijn vrouw overspel pleegde. In een vlaag van woede doodde hij hen. Bij het naar buiten rennen van zijn huis liep Julianus tegen zijn vrouw. Beiden vluchtten ver weg, want de vloek van het hert was uitgekomen. Zij verbleven aan een grote rivier, waar zij aan ziekenverpleging deden in een groot gasthuis. Reizigers konden bij hen overnachten; vandaar kwam de bijnaam van Julianus, de Hospitator of de Gastvrije. Ook bracht Julianus reizigers over naar de overkant van de rivier. Op een dag verscheen Christus, vermomd als reiziger. Hij deelde Julianus mee dat hij zijn hemel verdiend had door jarenlang medemensen te verzorgen. De oudermoord was hiermee uitgeboet. 
In het verhaal van Jacobus de Voragine komen elementen terug van het oud-Griekse verhaal van Oedipus, alsook van de legendes van Christoffel en van de heilige Hubertus.

## Verering
Zijn feestdag is op 29 januari en op 12 februari.
- De kuststad San Giljan in Malta, in het Engels Saint Julian’s is naar hem genoemd. Er staat een standbeeld van hem.
- De kathedraal van San Giuliano in Macerata (Italiaanse regio Marche) heeft als relikwie de linkerarm van Julianus Hospitator, de arm waarmee hij niet gemoord heeft.[6] Julianus Hospitator is de beschermheilige van de stad Macerata en van het bisdom Macerata.
- De Sint-Juliaan-der-Vlamingen is een kerk in Rome die de rooms-katholieke kerk van België vertegenwoordigt. De kerk is genoemd naar Julianus Hospitator.
- In Parijs is de kerk Église Saint-Julien-le-Pauvre aan hem gewijd.
- In de Provence, in de Gard, was er een belangrijke verering voor Julianus Hospitator.